# Классон, Эстер
Эстер Классон (швед. Ester Claesson, полное имя Ester Laura Matilda Claesson; 1884—1931) — шведская садовый архитектор, считается первой женщиной ландшафтным дизайнером Швеции.

## Биография
Родилась 7 июня 1884 года в муниципалитете Хебю.
В 1900 году окончила школу в Стокгольме. Заинтересовавшись архитектурой и садоводством, начала работать садовником на ферме в Томмарп в провинции Сконе. Позже Эстер продолжила образование в Дании, окончив в 1903 году школу Havebrugs Höjeskole в Шарлоттенлунде.
Получив образование, Классон работала ландшафтным архитектором в Германии у Пауля Шульце-Наумбурга и у Йозефа Ольбриха в Австрии, в городах Вена и Дармштадт. Самой важной её работой в Дармштадте был террасный розарий для влиятельного в городе человека — Юлиуса Глюкерта, владельца мебельной фабрики в Дармштадте.

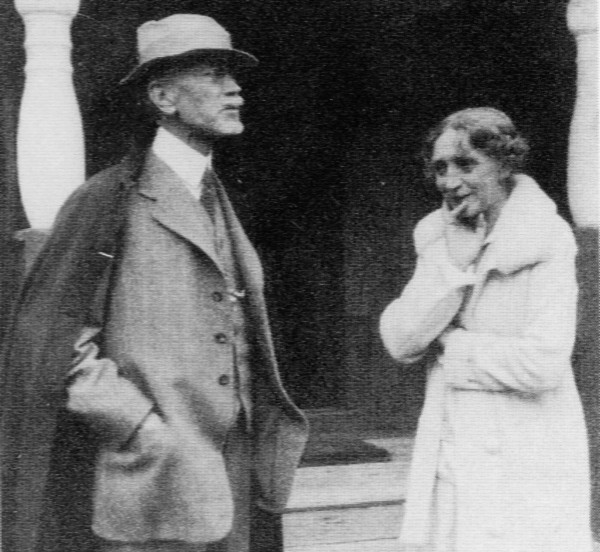
Эстер и Исак Классон, 1915 год.

В 1907 году женский еженедельный журнал Idun объявил Эстер Классон первой в Швеции женщиной-ландшафтным архитектором, а её художественная деятельность получила признание в журналах Deutsche Kunst und Dekoration в 1907 году и The Studio в 1912 году. В 1913 году Классон вернулась в Швецию и работала архитектором с Исаком Густавом Класоном. Вскоре она открыла собственный бизнес и познакомила Швецию с идеями ландшафтного дизайна. На её творчество повлияло главным образом английское движение Искусства и ремёсла викторианской эпохи.
Получив известность как профессиональный ландшафтный архитектор, Коассон установила сотрудничество с такими ландшафтными архитекторами, как Карл Вестман, Исак Класон и Ивар Тенгбом. В течение первого десятилетия 1900-х годов она была самым известным и наиболее цитируемым ландшафтным дизайнером Швеции.
Умерла, как сообщалось, от огнестрельного ранения в сердце 12 ноября 1931 года в муниципалитете Стокгольм. Была похоронена в Сольне на кладбище Норра бегравнингсплатсен.

## Некоторые работы

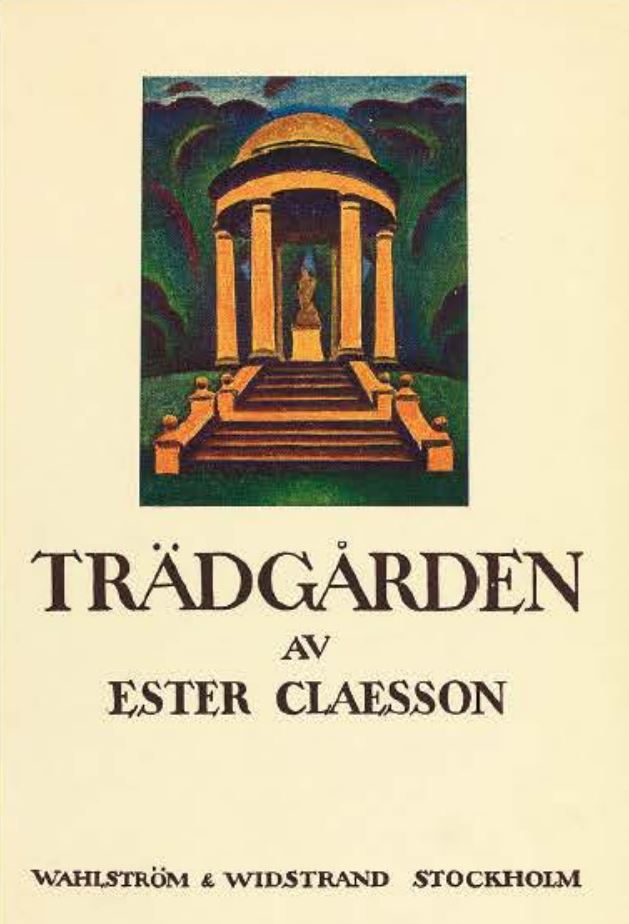
Обложка книги «Trädgården» (1923)

В 1914 году она участвовала вместе с Харальдом Вадсьё в конкурсе на оформление Лесного кладбища в Стокгольме. Их конкурсная работа «Cumulus» получила третье место.
В 1918 году Классон работала ландшафтным архитектором на вилле Бревик в Лидингё севернее Стокгольма. Благодаря этой работе она познакомилась с Эриком Карлфельдтом — шведским поэтом, лауреатом Нобелевской премии по литературе, который жил поблизости. В 1921 году Классон спроектировала для семьи Карлфельдт сад в их летней резиденции к северу от Лександа, который существует до сих пор.
Также в числе её значимых работ: сады в Игелсте (1917) и Адельснесе (1916—1920), а также сад в Рёда Берген в районе Хумлебет, который она спроектировала в 1925 году.
В дополнение к своей карьере садового архитектора Эстер Классон была учителем ландшафтного дизайна. Она также написала две книги, которые впоследствии использовались в качестве учебников — «Trädgården» (1923) и «Rosor på friland» (1925). Она принимала участие в национальных и международных выставках.